# オーサ・イェークストロム
オーサ・イェークストロム（スウェーデン語: Åsa Alexandra Desiré Ekström、1983年10月10日 -）は、スウェーデン出身の漫画家・イラストレーター。
東京都杉並区阿佐ヶ谷に在住。その後、中野区に転居。2021年世田谷区居住を経て2024年スェーデンのモンスタロースに在住。(後述)

## 経歴
1983年、ブレーキンゲ県カールスクルーナに生まれ、ストックホルム県テーブで育つ。13才の時にテレビアニメ『美少女戦士セーラームーン』を観て衝撃を受ける。その後、『らんま1/2』『犬夜叉』『ONE PIECE』など日本の漫画を読むようになる。マルメの専門学校Serieskolan i Malmöでグラフィック・デザインを学び、2005年に卒業。
2003年、初来日。
2007年、来日して9ヶ月間、日本に滞在し日本語学校に通う。
2011年3月10日に来日するも翌日、東日本大震災が発生したため、一旦スウェーデンに帰国するが、同年10月、7度目の来日で日本に移り住む。カイ日本語学校に3ヶ月間通い、日本語検定2級を取得。
2013年5月より、日本での生活を4コマ漫画としてブログに掲載する。
2015年3月、東京デザイナー学院グラフィックデザイン学科を卒業。日本デビュー作の『北欧女子オーサが見つけた日本の不思議』がメディアファクトリーより刊行される。
2015年7月、日本語版の恋愛青春漫画『さよならセプテンバー』全3巻がクリーク・アンド・リバー社より刊行される。
2015年10月、『北欧女子オーサが見つけた日本の不思議』の繁体中文版『北歐女孩日本生活好吃驚』が台湾国際角川書店より刊行される。
2015年12月、翻訳海外マンガを対象にした「ガイマン賞2015」にて『さよならセプテンバー』が第１位になる。
2015年12月17日にNHK BS1で放送された『国際報道2015』の「WORLD LOUNGE」のコーナーにおいて本人の単独インタビューと両親のインタビューが行われ、作者の経歴や作品について紹介された。
2015年からバロン吉元主催の「キャラクターアート展」に毎回出展。『さよならセプテンバー』の原画を展示している。
2016年2月、『北欧女子オーサが見つけた日本の不思議』2の繁体中文版『北歐女孩日本生活好吃驚』2が台湾国際角川書店より刊行される。
2017年、初のフルカラーコミックエッセイ、『北欧女子オーサが見つけた日本の不思議』3を刊行。2でも扱った朝日新聞「be」で掲載された「北欧女子オーサの日本探検」の記事の他、THE VOLVO LIFE JOURNAL「北欧女子オーサのマンガ『日本発見紀行』」、フォーラム通信「北欧女子オーサのゆるふわダイアリー in Japan」及び自身のブログ内の記事を全てフルカラーで掲載している。『北欧女子オーサ』シリーズは2021年時点で累計販売27万部を突破した。
2021年7月9日のブログで、自身の妊娠を公表した。
2021年10月10日のTwitterで、第1子となる男児を出産したことを報告した。父親は日本人男性。
2024年12月7日の朝日新聞土曜版Beにて、半年前から３歳の息子と１歳の娘と共に、スウェーデンのモンスタロースに居住している記事を発表。

## 作品

### 漫画（単行本）
- Åsa Ekström (2005-06-01) (スウェーデン語), Hästtjejen, Lanis, Seriefrämjandet, ISBN 9789185161157
- Åsa Ekström (2009-09-07) (スウェーデン語), SAYONARA SEPTEMBER, Stockholm: Kartago Förlag, ISBN 9789186003340
- Åsa Ekström (2011-01-24) (スウェーデン語), SAYONARA SEPTEMBER, 2, Stockholm: Kartago Förlag, ISBN 9789186003715
- Åsa Ekström (2013-06-18) (スウェーデン語), SAYONARA SEPTEMBER, 3, Stockholm: Kartago Förlag, ISBN 9789175150178
- オーサ・イェークストロム『北欧女子オーサが見つけた日本の不思議＝Nordic Girl Åsa discovers the Mysteries of Japan』KADOKAWA〈メディアファクトリーのコミックエッセイ〉、2015年3月6日。ISBN 978-4-04-067423-0。
- オーサ・イェークストロム『北欧女子オーサが見つけた日本の不思議＝Nordic Girl Åsa discovers the Mysteries of Japan. 2』 2巻、KADOKAWA〈メディアファクトリーのコミックエッセイ〉、2015年9月18日。ISBN 978-4-04-067910-5。
- オーサ・イェークストロム『さよならセプテンバー』 1巻、クリーク・アンド・リバー社、2015年7月27日。ISBN 978-4-903679-24-2。
- オーサ・イェークストロム『さよならセプテンバー』 2巻、クリーク・アンド・リバー社、2015年7月27日。ISBN 978-4-903679-25-9。
- オーサ・イェークストロム『さよならセプテンバー』 3巻、クリーク・アンド・リバー社、2015年7月27日。ISBN 978-4-903679-26-6。
- 歐莎・葉克斯托姆 (2015-10-03) (中文), 北歐女孩日本生活好吃驚, 台北: 台灣国際角川書店, ISBN 9789863667377
- 歐莎・葉克斯托姆 (2016-02-17) (中文), 北歐女孩日本生活好吃驚, 2, 台北: 台灣国際角川書店, ISBN 9789863669616
- オーサ・イェークストロム『北欧女子オーサのニッポン再発見ローカル旅』KADOKAWA〈メディアファクトリーのコミックエッセイ〉、2016年7月21日。ISBN 978-4-04-068480-2。
- 歐莎・葉克斯托姆 (2016-10-27) (中文), 北歐女孩日本旅遊好吃驚, 台北: 台湾国際角川書店, ISBN 9789864733149
- オーサ・イェークストロム『北欧女子オーサが見つけた日本の不思議＝Nordic Girl Åsa discovers the Mysteries of Japan. 3』 3巻、KADOKAWA〈メディアファクトリーのコミックエッセイ〉、2017年3月16日。ISBN 978-4-04-069185-5。}
- 오사 엑스트롬 (2017-06-30) (조선어), 북유럽 여자 오사의 일본 재발견 로컬 여행, 대원씨아이출판, ISBN 9791133467433
- 歐莎・葉克斯托姆 (2017-08-10) (中文), 北歐女孩日本生活好吃驚, 3, 台北: 台湾国際角川書店, ISBN 9789864737765
- オーサ・イェークストロム（企画編集：千葉市経済農政局経済観光プロモーション課）『＃ちば市らしさマイノート　北欧女子オーサが見つけた千葉市の不思議』千葉市、2017年12月。
- オーサ・イェークストロム『北欧女子オーサが見つけた日本の不思議＝Nordic Girl Åsa discovers the Mysteries of Japan. 4』 4巻、KADOKAWA〈メディアファクトリーのコミックエッセイ〉、2018年2月22日。ISBN 978-4-04-069716-1。
- 歐莎・葉克斯托姆 (2018-08-16) (中文), 北歐女孩日本生活好吃驚, 4, 台北: 台湾国際角川書店, ISBN 9789575643959
- オーサ・イェークストロム（監修：小倉朋子・金田一秀穂・杉山美奈子・岩下宣子）『北欧女子オーサ日本を学ぶ』KADOKAWA〈メディアファクトリーのコミックエッセイ〉、2020年2月14日。ISBN 978-4-04-065229-0。
- 歐莎・葉克斯托姆 (2020-08-27) (中文), 北歐女孩日本文化好吃驚, 台北: 台湾国際角川書店, ISBN 9789577439437
- Åsa Ekström (2020-10-22) (スウェーデン語), Mitt live i Japan: En svensk mangatecknares bekännelser, Stockholm: Kartago Förlag, ISBN 9789175153629
- オーサ・イェークストロム『北欧女子オーサが見つけた日本の不思議＝Nordic Girl Åsa discovers the Mysteries of Japan. 5』 5巻、KADOKAWA〈メディアファクトリーのコミックエッセイ〉、2020年12月24日。ISBN 978-4-04-064792-0。
- 歐莎・葉克斯托姆 (2021-07-29) (中文), 北歐女孩日本生活好吃驚, 5, 台北: 台湾国際角川書店, ISBN 9789865246211
- Åsa Ekström (2021-10-07) (スウェーデン語), Mitt live i Japan 2: En mangatecknares äventyr, Stockholm: Kartago Förlag, ISBN 9789175153872

### 漫画（連載）
- 北欧女子オーサのゆるふわダイアリーin Japan -『フォーラム通信』2015秋号～2017春号（2015年9月～2017年1月、（公財）横浜市男女共同参画推進協会）
- 北欧女子オーサの日本探検 - 『朝日新聞・土曜版「be」』（2016年4月2日～[月1回]、朝日新聞社）
- 北欧女子オーサのマンガ『ニッポン発見紀行』- 『THE VOLVO LIFE JOURNAL』（2016年6月1日～2021年5月26日、VOLVO）
- 北欧女子オーサと学ぶニッポンの習慣 - 『東京ウォーカー』（2018年11月～2020年1月、KADOKAWA）

### デザイン
- マイクロ エッセンス ローション＆ピュア カラー エンヴィリップスティック - エスティ・ローダー(Estée Lauder)（2021年3月）

## 出演
- めざましテレビ（2015年2月9日、フジテレビ）
- あさチャン!「北欧女子の4コマ漫画が人気のワケ」（2015年2月26日、TBS）
- SUNSTAR WEEKEND JOURNEY(2015年3月29日、横浜FM放送）
- AHN MIKA'S RADIO FIKA（2015年4月29日、FM大阪）
- CNNサタデーナイト（2015年5月16日、BS朝日）
- おはよう日本（2015年5月22日、NHK総合）
- TOKYO MX NEWS「日本の漫画に憧れて　外国人漫画家の素顔とは」（2015年6月22日、TOKYO MX）
- simple style－オヒルノオト－（2015年8月27日、FMラジオ番組）
- 行きたがリーノ#75「スウェーデン人 おいしいお米が食べたい!」（2015年11月7日、テレビ新広島）
- 国際報道2015「【WORLD LOUNGE】人気を集めるスウェーデン出身の女性漫画家」（2015年12月17日、NHK BS1）
- にいがた国際旅行社#2（2016年7月8日、NHK新潟）
- 所さんのニッポンの出番!「なんで日本語喋れるんですか？」（2016年7月19日、TBS）
- 荻上チキ・Session-22（2016年7月26日、TBSラジオ）
- TOKYO ART BLOOM「New Discoveries into Manga」（2017年3月31日、TOKYO FM）
- BS1スペシャル「北欧女子オーサ　NIPPONを描く」（2017年7月29日、NHK BS1）
- みんなの2020バンバンジャパーン!（2018年2月20日、NHKEテレ）
- ハビリー（2018年3月10日、文化放送）
- なかじましんや 土曜の穴（2018年4月14日、文化放送）
- JAPANPODDEN「Åsa Ekström - svensk mangatecknare i Japan」（2018年5月7日、libsyn）
- ちきゅうラジオ「ちきゅう人バンザイ」（2018年6月17日、NHKラジオ第1放送）
- 日本にプラス#335「20万部突破！朝日新聞be連載『北欧女子オーサが見つけた日本の不思議』漫画家オーサが見た“日本の現実”とは…」（2018年6月25日、テレ朝チャンネル2）
- ハイサイ!ウチナータイム!（2018年8月8日、FMおだわら）
- 関ジャニ∞クロニクル「外国人漫画家のシェアハウス生活に潜入!不思議倒錯の世界」（2018年9月22日、フジテレビ）
- ワタシが日本に住む理由「中野に住むプロ漫画家スウェーデン人の美女」（2018年12月24日、BSテレ東）
- サタマニ♪（2020年5月30日、レインボータウンFM）
- ワタシが日本に住む理由「みんな　今のニッポンで何してる？」（2020年6月22日、BSテレ東）
- Inglorious Artists「Åsa Ekström (Manga/comic artist)」（2020年9月9日、Anchor by Spotify）
- アンタノカレッジ「【アシタノエンタメ学部】セーラームーンが教えてくれたこと」（2021年4月1日、TBSラジオ）
- Japanology Plus「Japanophiles: Asa Ekstrom」（2021年7月29日、NHKワールドTV）

## 動画
- スウェーデン人マンガ家・オーサさん ライブドローイング 2015年3月6日
- 【モーションコミック】 北欧女子 オーサが見つけた 日本の不思議 【著者ver.】 2015年5月5日
- 日本の漫画に憧れて　外国人漫画家の素顔とは 2015年6月22日
- 日本で活躍する外国人： スウェーデン人　オーサ・イェークストロム 2015年9月4日
- 少しオタクなスウェーデン美人漫画家が、日本で驚いたこととは？ 2015年9月18日
- 【紹介】北欧女子オーサが見つけた日本の不思議 2 （オーサ・イェークストロム） 2015年9月19日
- How to be a MANGA ARTIST in Japan! 漫画家のオーサさんにインタビュー！ 2015年9月22日
- 世界一臭いシュールストレミング食べるの？北欧女子マンガ家 オーサ・イェークストロム さん 2015年9月29日
- ガイマンSHOW！第21回『さよならセプテンバー』 2015年10月2日
- 北欧女子オーサと『おしゃべりセプテンバー』 feat. 『さよならセプテンバー』 2015年10月2日
- 北欧女子オーサと『おしゃべりセプテンバー』 feat. 『さよならセプテンバー』 Part2 2015年10月2日
- ガイマン賞2015スペシャル ”ヨーロッパ漫画最前線” トニー・ヴァレント先生ｘオーサ・イェークストロム先生対談トークショー開催！☆書泉チャンネル 2015年11月24日
- Svenska mangatecknaren Åsa kom till Okawa i Fukuoka Prefecture! "Furogu" 2016年3月30日
- Svenska mangatecknaren Åsa kom till Okawa i Fukuoka Prefecture! "Koga Masao Memorial Hall" 2016年3月30日
- Svenska mangatecknaren Åsa kom till Okawa i Fukuoka Prefecture! "Shokaikyo" 2016年3月30日
- Svenska mangatecknaren Åsa kom till Okawa i Fukuoka Prefecture! "Wakanami Sake brewing" 2016年4月1日
- Svenska mangatecknaren Åsa kom till Okawa i Fukuoka Prefecture! "Publicity car" 2016年4月1日
- Svenska mangatecknaren Åsa kom till Okawa i Fukuoka Prefecture! "Laver factory" 2016年4月1日
- Svenska mangatecknaren Åsa kom till Okawa i Fukuoka Prefecture! "Okawa city Library" 2016年4月5日
- Svenska mangatecknaren Åsa kom till Okawa i Fukuoka Prefecture! "MARUTATSU Art" 2016年4月5日
- Svenska mangatecknaren Åsa kom till Okawa i Fukuoka Prefecture!"Hakubutsu" 2016年4月5日
- Svenska mangatecknaren Åsa kom till Okawa i Fukuoka Prefecture! "Shipboard dinner" 2016年4月5日
- 北欧女子オーサ藩境を歩く 2016年4月5日
- 【ＰＶ】 『北欧女子オーサが見つけた日本の不思議3』 2017年4月27日
- 【第75期将棋名人戦七番勝負・第２局】藤田画伯とマンガ家オーサさん、お絵かき対決の行方は？ 2017年4月21日
- スウェーデンの人気女性漫画家・オーサさんが小屋作り体験！ 2017年12月13日
- Ms. Asa-sensei tried to take online manga drawing course! 2018年9月5日
- How did you learn Japanese Manga? (Ms. Asa-sensei's case) 2018年9月6日
- ワタシが日本に住む理由 | BSテレ東 2018年12月17日
- 北欧女子オーサの実家で世界一臭い食べ物を体験！【シュールストレミング】(前編) 2019年8月19日
- 【世界一臭い食べ物】はどうやって捨てる？！*注意！お食事中には見ないでください* (後編) 2019年8月21日
- みんな　今のニッポンで何してる？「ワタシが日本に住む理由」 | ＢＳテレ東 2020年6月15日
- 滝行で味わう非日常　必死で叫んだ1分半　スウェーデン人漫画家・オーサ・イェークストロムさん 2020年8月16日
- 日本への愛にあふれた北欧トーク!!第7回スウェーデン・オンライン・オープン・フィーカ「北欧女子オーサが見つけた日本の不思議」 2021年3月5日
- 「セーラームーンが教えてくれたこと」稲田豊史さん , オーサ・イェークストロムさん 2021年4月1日
- Japanophiles: Asa Ekstrom 2021年7月29日 NHK WORLD - JAPAN（2024年3月31日まで閲覧可能）
- Japanology Plus - Japanophiles : Asa Ekstrom 2021年8月2日

## 講演
- 「北欧女子オーサが見つけた日本社会の不思議」日本女子大学人間社会学部学術交流研究事業　2018年12月1日　日本女子大学目白キャンパス
- 「知のコスモス」講演会「北欧女子オーサに聞く『日本と北欧のジェンダー平等ってどう違う？』」東海大学文化社会学部北欧学科　2020年1月10日　東海大学湘南キャンパス